# Ершовское (сельское поселение, Удмуртия)
Ершовское — упразднённое муниципальное образование со статусом сельского поселения в составе Камбарского района Удмуртии.
Административный центр и единственный населённый пункт — село Ершовка.
Законом Удмуртской Республики от 30.04.2021 № 41-РЗ упразднено в связи с преобразованием муниципального района муниципальный округ.

## Население
| 2010 | 2012 | 2013 | 2014 | 2015 | 2016 | 2017 |
| ---- | ---- | ---- | ---- | ---- | ---- | ---- |
| 944  | ↘913 | ↗935 | ↘926 | ↘891 | ↗915 | ↘889 |
| 2018 | 2019 | 2020 |      |      |      |      |
| ↗890 | ↘873 | ↘869 |      |      |      |      |